# Jacques Bresse
Jacques Antoine Charles Bresse (Vienne, Isère, 9. listopada 1822. —  Pariz, 22. svibnja 1883.), bio je francuski inženjer i matematičar.
Bresse je djelovao unutar inženjerske trupe Corps des ingénieurs des ponts et chaussées, kasnije je bio pomoćnik na odjelu mehanike na École des ponts et chaussées i geodezije na École polytechnique (od 1851). Zvanje profesora mehanike dobio je 1871. na École polytechnique i 1874. na École nationale des ponts et chaussées u Parizu. 
Od 1880. bio je član Francuske akademije znanosti. Njegovo ime nalazi se na popisu 72 znanstvenika ugraviranih na Eifellovom tornju.